# Жорга
Жорга (каз. Жорға) — упразднённое село в Аягозском районе Восточно-Казахстанской области Казахстана. Упразднено в 2019 г. Входило в состав Малгельдинского сельского округа. Код КАТО — 633457100.

## История
До 2013 года село являлось административным центром и единственным населённым пунктом Жоргинского сельского округа.

## Население
В 1999 году население села составляло 492 человека (243 мужчины и 249 женщин). По данным переписи 2009 года, в селе проживали 132 человека (64 мужчины и 68 женщин).